# Шартрез (цвет)
Шартре́з (от фр. chartreuse) — оттенок жёлто-зелёного цвета.
Своим названием цвет обязан ликёру шартрез.
Существуют два оттенка шартрез:
- Зелёный шартрез  #7FFF00  — схож с цветом ликёра «зелёный шартрез», цвет которого обусловлен настоем из 130 трав, входящим в его состав (зелёный пигмент — это в основном хлорофилл).

- Жёлтый шартрез  #DFFF00  — схож с цветом ликёра «жёлтый шартрез», изготовленного с применением тех же растений, что и зелёный, но в других пропорциях. Пигмент, определяющий цвет напитка — шафран.